# Cambriolage

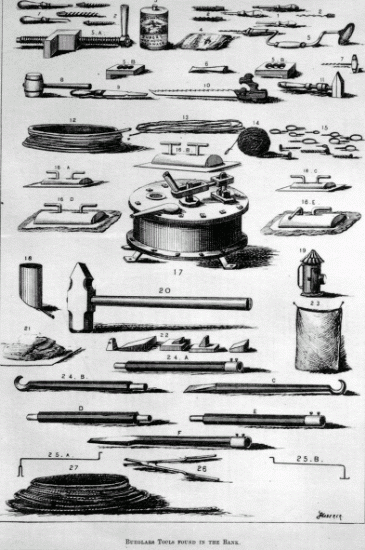
Outils de cambriolage trouvés dans une banque, illustration d'un article publié en 1875 dans le Canadian Illustrated News.

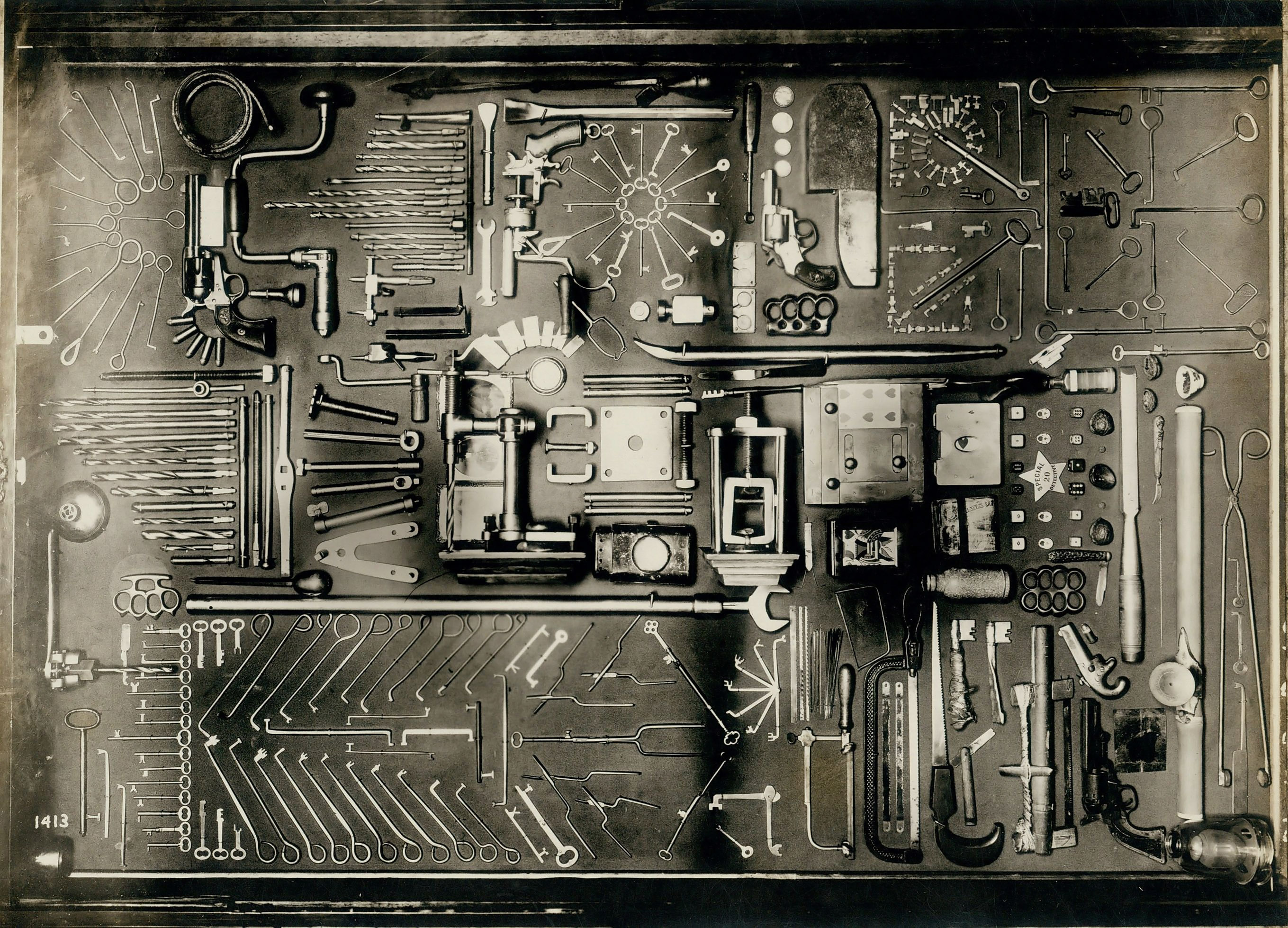
Outils de cambriolage présentés à l'Exposition universelle de 1904.

Un cambriolage (mot d'argot cambriolle formé à partir du provençal cambro lui-même issu du latin camera, « chambre ») est la violation de lieu privé, l'entrée dans un lieu sans autorisation, généralement par effraction, dans l'intention d'y commettre un vol.

## Description
Le nombre de cas de cambriolage est lié à plusieurs facteurs : le tissu urbain, la densité de population, la présence de frontières, la disponibilité des forces de l'ordre. Un cambriolage est plus fréquent la journée que la nuit, car une majorité de gens sont à leur travail de jour et donc absents du domicile. La nuit, même si la lumière du domicile est éteinte, on ne sait jamais si les gens dorment ou pas. On compte plus de cambriolages au rez-de-chaussée, à cause des facilités d'accès et de fuite et au dernier étage, parce qu'on y croise logiquement et potentiellement le moins de locataires. La date de l'année joue également un rôle global, les fêtes de fin d'année entraînent un surcroît de cambriolages dû à une baisse généralisée de l'attention et de nombreuses absences.

## Stratégies adoptées

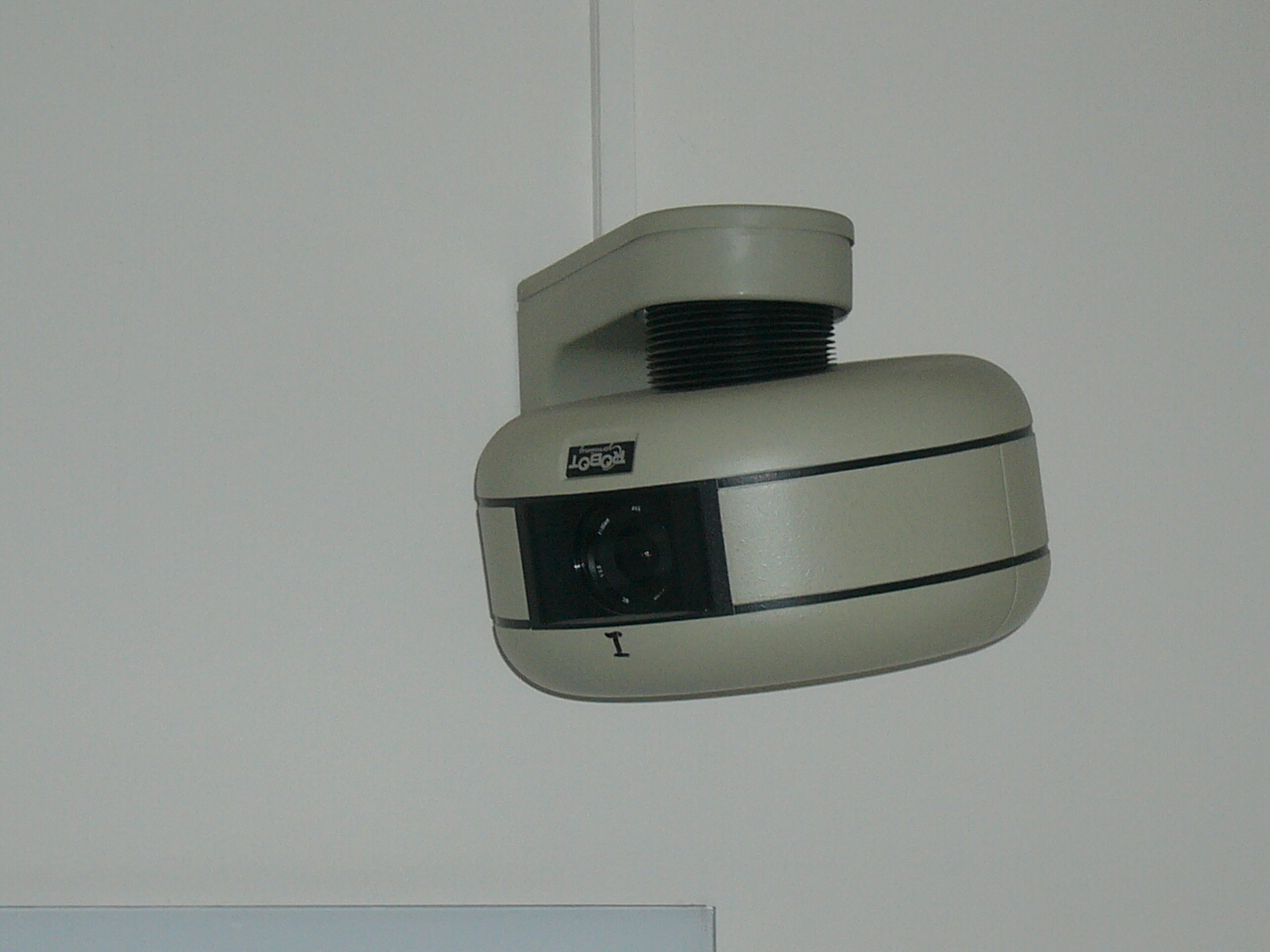
Caméra de télésurveillance/vidéosurveillance.

Normalement, un cambrioleur va choisir une cible en fonction des habitudes des personnes, le terrain, les points de fuites d'une zone qu'il aura étudiée au préalable, son but étant de minimiser les risques. On considère habituellement que les maisons isolées, donc bien en vue, ainsi qu'un village isolé où tout le monde se connaît intéressent statistiquement moins les cambrioleurs au contraire d'un immeuble en pleine ville où l'anonymat prévaut. Un cambrioleur effectue une pesée d'intérêts, sachant que plus un endroit est luxueux, plus il risque d'être efficacement protégé, infirmant le préjugé d'un locataire estimant que l'absence de prétention de son logement ou de ses biens le met à l'abri d'une effraction.
Un cambrioleur effectue un ou plusieurs repérages, généralement nocturnes, voire espionne un lieu durant quelques jours et parfois quelques semaines. Quel que soit l'accès de son intrusion dans la maison, le bureau et les chambres à coucher sont prioritairement visités et font l’objet d’une grande dégradation. Certains cambrioleurs utilisent des signes de reconnaissance tracés au stylo, au crayon ou à la craie qu'il convient d'effacer sans attendre. Ils peuvent également être recopiés pour en référer aux forces de police responsables du secteur d'habitation. Ces signes servent à prévenir des complices, ils peuvent indiquer les plages horaires de présence ou d'absence du locataire, par exemple dans le cas d'un rabatteur testant la présence à domicile et le signalant aux cambrioleurs futurs. Ces rabatteurs peuvent agir par le biais d'un appel téléphonique ou en se faisant passer pour des démarcheurs. Il est exceptionnel qu'une confrontation ait lieu entre le cambrioleur et l'habitant. En effet, ils n'ont que peu d'intérêt à provoquer une confrontation au cours de laquelle ils pourraient être appréhendés ou décrits avec précision. Le but de la plupart des cambrioleurs est de voler des objets ou des valeurs aisément négociables en un minimum de temps. À cet effet, l'argent liquide, les bijoux et la petite électronique sont recherchés en priorité, les téléviseurs et stéréos sont trop encombrants et les tableaux ou objets précieux difficiles à revendre.

## Intervention de la police
Parmi les moyens à disposition de la police scientifique après un cambriolage, on peut citer le relevé des traces d'ADN et des empreintes digitales.

## Techniques
Les deux principaux types de cambriolage sont : 
- Le vol par effraction (ou vol avec effraction) : le voleur fracture une porte ou une fenêtre afin de pénétrer à l'intérieur de l'habitation. S'il y a un mur face à la porte le cambrioleur peut agir par poussée, par exemple pour ouvrir une chambre de bonne car le couloir est étroit. Les outils les plus souvent utilisés sont le pied-de-biche et la pince-monseigneur. Un cric modifié peut aussi être employé. Il s'agit souvent de délits d'opportunité.

- Le vol par escalade (monte en l'air) : le ou les cambrioleurs grimpent le long d'une façade ou passent de toit en toit, jusqu'à la fenêtre repérée. Ce type de vol est commis par un seul individu, deux au maximum. Le départ se fait par la même voie. Il s'agit souvent de délits relevant de la cambriole organisée par repérage préalable et minutieux des habitudes, des cheminements, etc.

## Conséquences psychologiques
Un cambriolage est souvent ressenti comme un viol de son intimité et cause des dommages psychologiques, quelle que soit l'ampleur des dégâts au domicile et la valeur des objets dérobés.
Parmi les conséquences d'un cambriolage, on peut recenser les angoisses, la difficulté à dormir, la peur paranoïaque que cela se reproduise, la dépression ou l'envie compulsive de déménagement.

## Prévention

### D'usage
Parmi les moyens d'usage courant de prévention du cambriolage, on peut citer le fait de relever ou faire relever son courrier régulièrement, par exemple par des voisins (ou en demandant une déviation ou une retenue du courrier à la Poste) ou encore la déviation d'appel téléphonique en cas d'absence prolongée et ne pas annoncer son absence sur internet, par exemple sur un site de sociabilisation ou de réseautage social. La présence ou l'absence de véhicules (voiture ou deux-roues) à proximité du lieu d'habitation constitue également un révélateur de présence, un box ou un garage fermé servira de parade. Une tonte de la pelouse avant une absence évite également de laisser un indice de départ. Les clés de l'habitation ne doivent pas être cachées à l'extérieur.
Des organisations de surveillance de voisinage par quartier de type « Voisins Vigilants » qui permettent au voisinage de s'organiser afin de surveiller mutuellement leurs habitations sont des outils de prévention des crimes efficaces mais sont actives surtout dans les pays anglo-saxons.
En France, l'Opération tranquillité vacances permet de faire surveiller son habitation par les services de Police pendant les vacances scolaires. Il suffit de vous rendre dans votre gendarmerie ou votre commissariat afin de remplir une fiche de renseignements qui permettra d'organiser une surveillance spécifique de votre habitat.
Vous pouvez également adhérer gratuitement à l'opération, liste objets volés qui consiste à faire l'inventaire de vos biens de valeurs avant votre départ. Si vous êtes tout de même victimes d'un cambriolage la communication des éléments précis de vos objets (marque, type, référence, numéro de série) aidera considérablement les enquêteurs. Vous pouvez dès à présent le site http://www.liste-objets-voles.fr pour télécharger un modèle de liste et avoir de précieux conseils.

### Sécuritaire

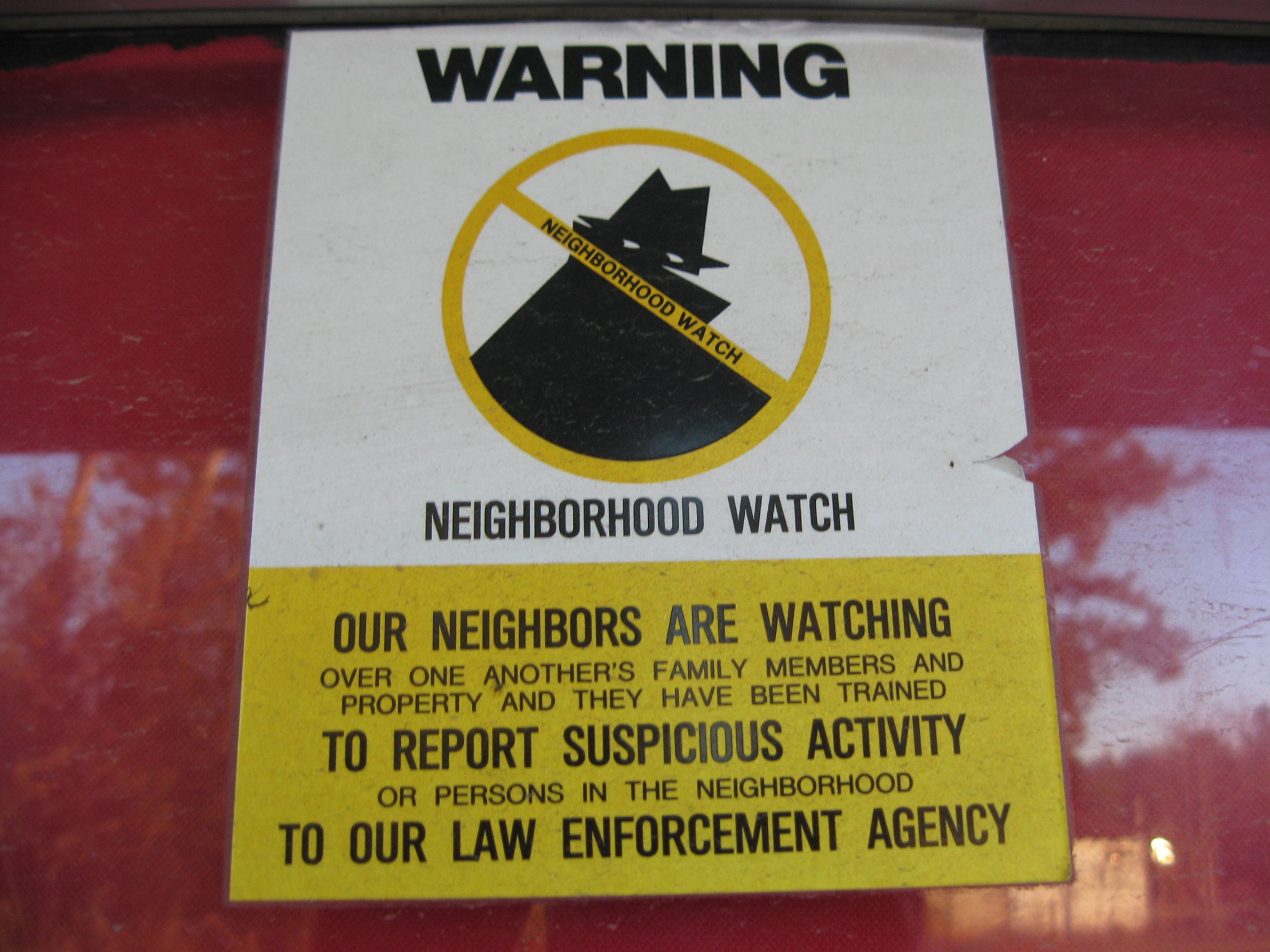
Signalisation "Neighborhood watch" près de Picayune (Mississippi).

#### Prévention mécanique

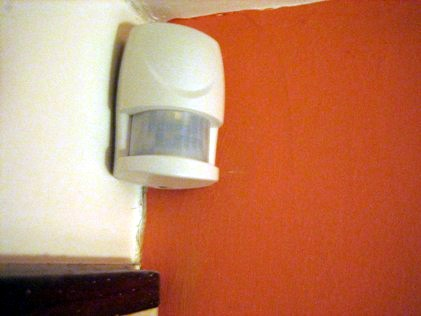
Détecteur de mouvements à infrarouge.

Parmi les moyens sécuritaires de prévenir un cambriolage, on compte la pose de porte blindée à trois points d'ancrage ou au moins une serrure de sécurité à verrouillage multiple. La pose d'une garniture ou rosace de sécurité sur la porte d'entrée autour du cylindre, qui devrait effleurer la surface, évitera un arrachage trop facile, parfois effectué à l'aide d'un simple tournevis, d'une pince-étau ou d'un outil professionnel appelé extracteur de cylindre. La barre de sécurité transversale, parfois doublée pour les grandes portes (avec serrure externe), constitue un renfort supplémentaire. De manière générale, les serrures protégées contre le crochetage sont à recommander, bien que l'intrus choisisse dans la plupart des cas des moyens plus rapides.

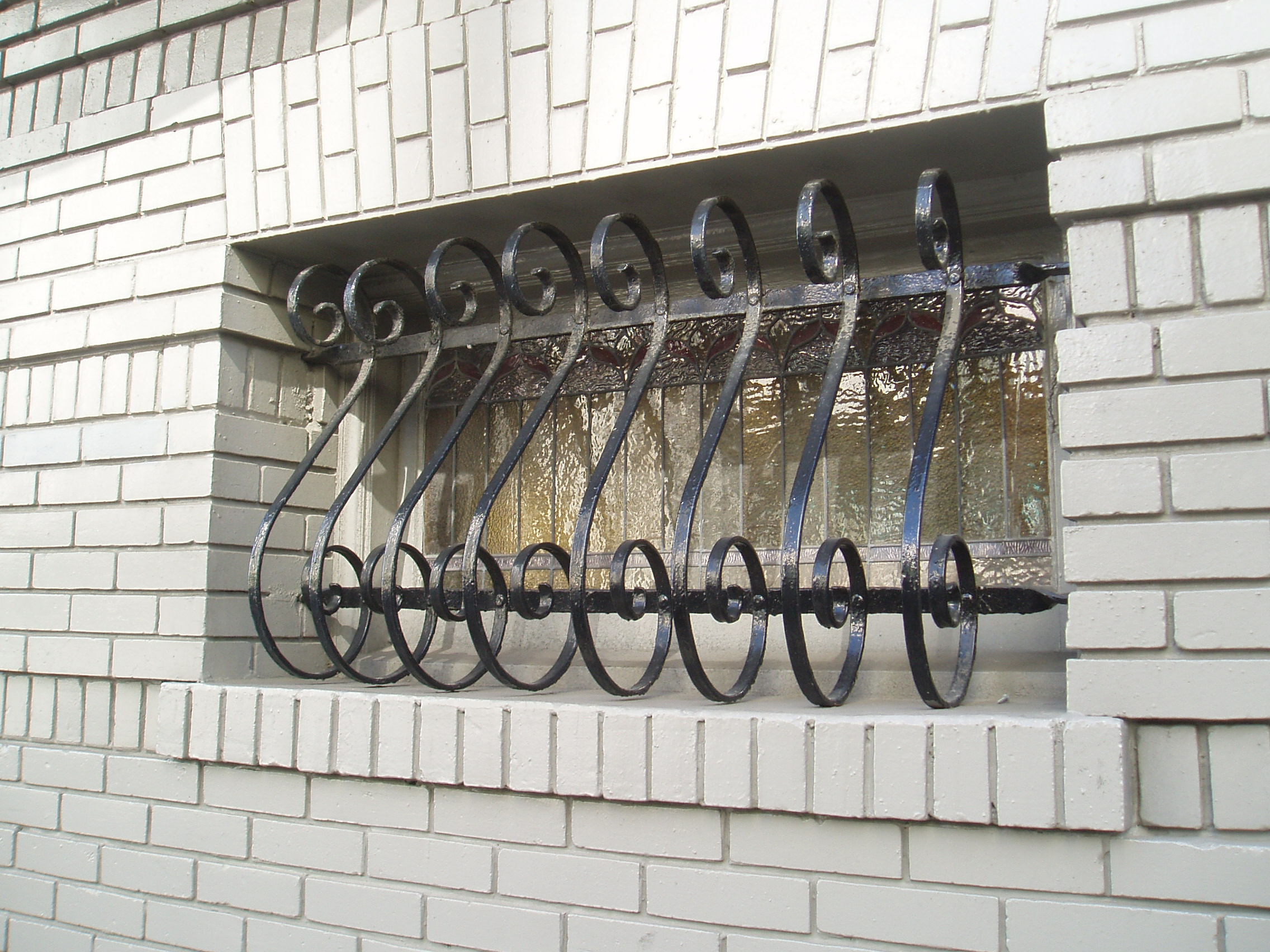
Grille de fenêtre.

Il convient de souligner l'importance des grillages scellés pour les fenêtres, sauts-de-loup et soupiraux (la résistance des poignées de fenêtre avec serrure n'excédant que rarement celle de la fenêtre elle-même), l'emploi de verre feuilleté voire de verre blindé pour les vitres, celles-ci pouvant être protégées par un volet (éventuellement verrouillable, particulièrement pertinent pour les portes vitrées). On pensera aux fenêtres du rez-de-chaussée, mais également à celles de l'étage accessibles depuis un porche, un arbre ou le toit d'un véhicule. Si le volet est plaqué à l'aide de crochets, ceux-ci peuvent être protégés contre le décrochage extérieur, dans le cas où le volet dispose de persiennes, au moyen d'une goupille. Les volets peuvent également être équipés d'un système anti-dégondage, voire d'un système de serrure à crémone en applique, généralement vertical, comme pour une porte de sécurité ou encore d'une barre de sécurité horizontale (différente toutefois de celle d'une porte d'entrée puisqu'elle ne comportera pas de serrure externe mais interne). Pour les stores, des crochets latéraux peuvent être ajoutés pour empêcher son remontage depuis l'extérieur, mais ils n'offriront pas de protection suffisante contre l'effraction s'ils sont en pvc. Afin d'empêcher non pas le bris de vitre, mais le forçage de l'ouverture du cadre, il existe également un système de verrous à bascule, consistant en bras articulés pouvant se plaquer et se retirer du cadre de la fenêtre, et verrouillés par serrure à clé se fixant sur le châssis.

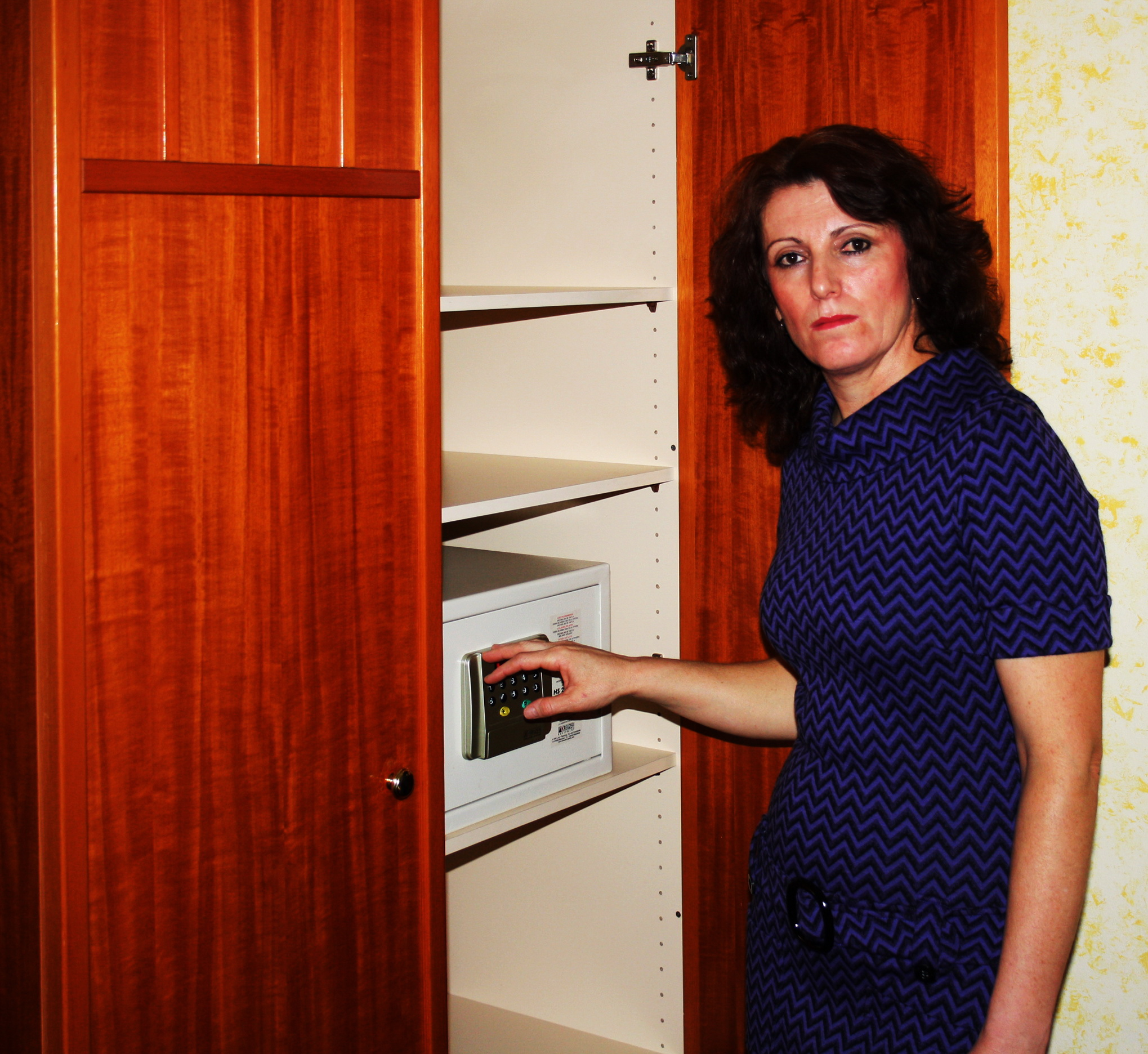
Coffre-fort à serrure à combinaison, on note l'absence de points d'ancrages suffisants au niveau de la base.

L'usage d'un coffre-fort pour y placer ses valeurs constitue également une précaution supplémentaire, il devrait être visible afin que l'intrus s'y concentre en se désintéressant du reste de la maison. Une armoire à clés sécurisée pour restreindre l'accessibilité à des éléments importants d'accès à des biens (clé du garage, d'une annexe ou d'un véhicule, par exemple) permet de circonscrire l'activité de l'intrus (voir aussi : Comportement lors d'un cambriolage).

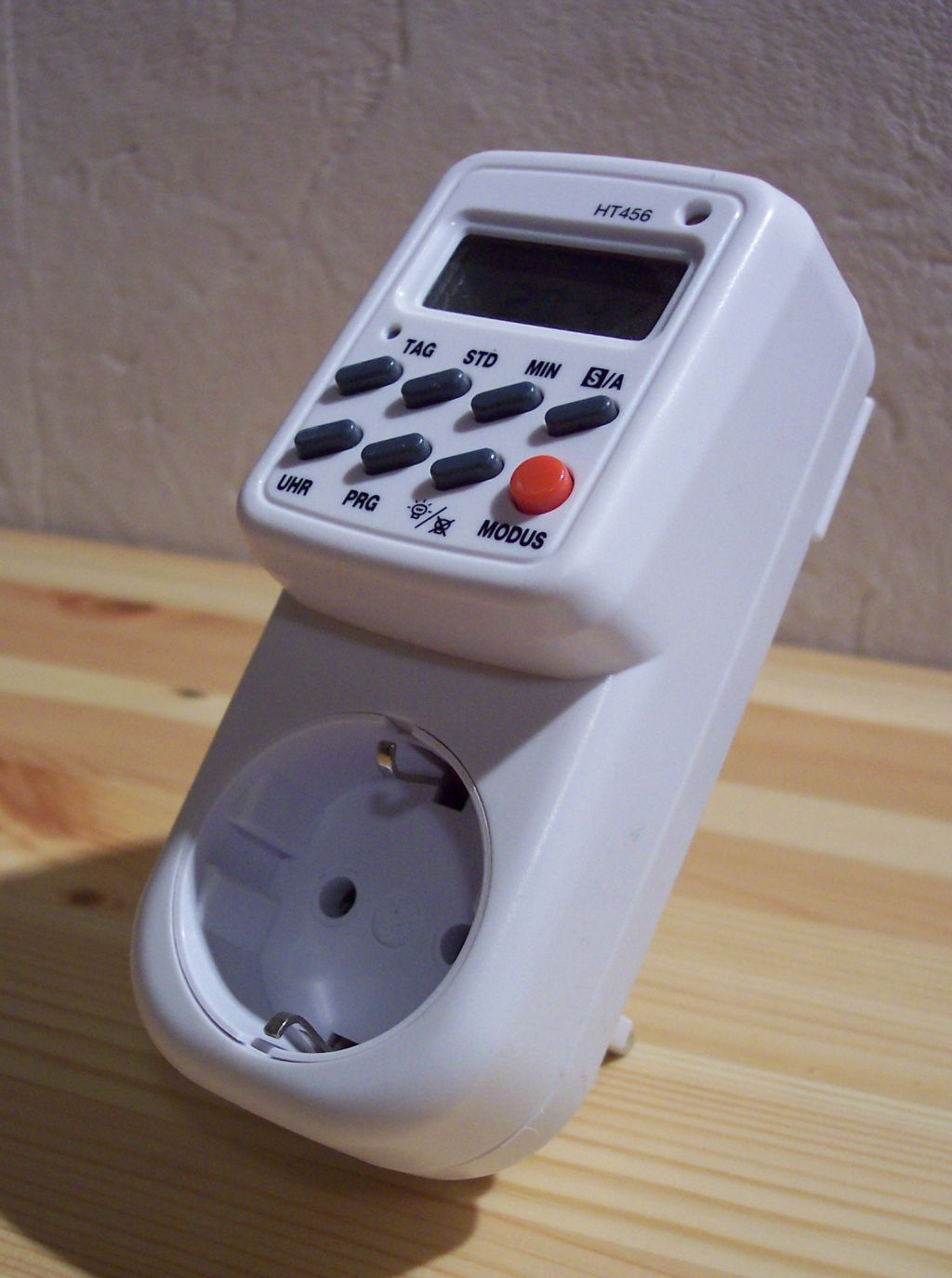
Prise de courant munie d'une minuterie, en utilisation comme simulateur de présence.

Dans les cas de locaux (cave, remise, cabane à outils) à fermeture à l'aide d'une chaîne et d'un cadenas, il convient de se prémunir contre l'action d'une pince coupante sur la chaîne en la choisissant en acier cémenté, requérant l'emploi d'une meuleuse ou scie circulaire, forcément bruyante et nécessitant de l'électricité, pour en venir à bout. Il faut noter que le matériel qui peut se trouver dans les annexes peut non seulement être volé, mais peut également servir à faciliter un cambriolage du domicile, notamment les échelles. Pour la même raison, les prises électriques extérieures devraient être déconnectées.

##### Normes

###### EN 1627: blocs-portes pour piétons, fenêtres, façades rideaux, grilles et fermetures
La norme européenne 1627 comprend 6 classes de résistance. Les spécifications sont décrites dans la série de normes EN 1627 à EN 1630. Les classes dépendent de la durée de résistance, les cambrioleurs abandonnant en moyenne leur tentative après 3 minutes, la durée moyenne d'un cambriolage variant de 5 à 20 minutes selon les sources,,.
| Classe | Durée de résistance | Type de cambrioleur |
| ------ | ------------------- | ------------------- |
| RC1    | Pas de test manuel  | Occasionnel         |
| RC2    | 3                   | Occasionnel         |
| RC3    | 5                   | Moyen               |
| RC4    | 10                  | Expérimenté         |
| RC5    | 15                  | Expérimenté         |
| RC6    | 20                  | Expérimenté         |

###### EN 356: vitrages
La résistance contre le vandalisme est testée en lâchant d'une hauteur variable 3 billes (9 billes pour P5A) de 4,1 kg. Le vitrage ne doit pas être traversé par les billes.
| Classe | Hauteur de chute |
| ------ | ---------------- |
| P1A    | 1,5 m            |
| P2A    | 3 m              |
| P3A    | 6 m              |
| P4A    | 9 m              |
| P5A    | 9 m              |

La résistance contre l'effraction est testée à l’aide d’une hache ou d’une masse dans le but de réaliser une ouverture de 40 x 40 cm permettant de laisser entrer un homme.
| Classe | Coups de hache |
| ------ | -------------- |
| P6B    | 30             |
| P7B    | 51             |
| P8B    | 71             |

##### Marques de certifications
Différentes marques de certifications existent, notamment :
- A2P et NF&A2P (France) : 3 niveaux de résistance de 5, 10 et 15 minutes, correspondant aux classes 3, 4 et 5 de EN 1627[28].
- SKG (nl) (Pays-Bas) : 2 niveaux de résistance de 3 et 5 minutes, correspondant aux classes 2 et 3 de EN 1627[29].

#### Prévention électronique
On dénombre également les détecteurs de mouvements (fonctionnant à l'infrarouge) déclenchant une lumière extérieure ou une alarme anti-intrusion à l'intérieur du domicile. Celle-ci peut consister simplement en l'émission d'un fort avertissement sonore et/ou visuel, du déclenchement d'un générateur de brouillard (empêchant le cambrioleur de voir devant lui en 3 secondes) et/ou l'appel à une centrale d'alarme provoquant l'envoi d'un agent de sécurité ou de la police. Un brouilleur d'ondes peut être utilisé par les cambrioleurs pour désactiver une alarme cambriolage qui signalerait le cas non pas par câble mais par ondes (gsm par exemple). L'alarme sonore reste le moyen dissuasif le plus efficace, provoquant la fuite du/des cambrioleurs dans 90 % des cas, car cela les empêche d'entendre si quelqu'un arrive et parce qu'ils ignorent si quelqu'un est en passe d'être prévenu. On dénombre des alarmes sonores peu coûteuses déclenchant un avertissement dissuasif à l'ouverture de la fenêtre, sans détection de mouvement, fonctionnant par contact. On peut citer également la télésurveillance/vidéosurveillance, qui requiert un éclairage d'appoint la nuit si l'endroit à surveiller n'en dispose pas.

#### Simulateur de présence
Parmi les simulateurs de présence, il existe un appareil qui permet de « répondre à l'interphone » même lorsqu'on est éloigné ou absent au moment où le cambrioleur « sonne » pour s'assurer de l'absence d'occupants dans les lieux. Un simulateur de présence provoquera l'enclenchement et le déclenchement d'appareils divers produisant de la lumière ou du son, par exemple la radio. La gamme de produits dans ce domaine va du simple minuteur électrique, laissant passer ou pas le courant électrique des appareils que l'on souhaite enclencher sur une plage horaire voulue, à des solutions intégrant la domotique. Par contre, un espionnage prolongé du domicile par le cambrioleur lui permettra de se rendre compte de la supercherie. Parmi les solutions plus classiques d'affirmation de présence, réelle dans ce cas, on peut citer le chien de garde. À l'intérieur du domicile, le chien peut par contre rendre inefficace d'autres systèmes de sécurité électroniques comme la détection de mouvement. La fermeture d'un store ou volet permet certes une sécurité supplémentaire, mais signale aussi l'absence du domicile. Il convient d'évaluer avec pondération l'avantage ou la perte tactique de cet acte, et ce pour chaque fenêtre. Un compromis consiste à verrouiller ceux du rez-de-chaussée et laisser ouverts ceux de l'étage.

### Dommages
La conclusion d'une assurance de biens, nommée assurance habitation ou assurance-ménage, permet de réduire les frais de remise en état de l'effraction, particulièrement les bris de glaces. Une assurance vol couvrira les pertes dues au vol proprement dit, parfois incluses dans l'assurance habitation. À cet effet, il convient de détailler avec précision son patrimoine, voire de le photographier. On peut également le marquer afin de permettre une identification de son propriétaire dans le cas où l'objet serait récupéré.

### Analyse
Pour une meilleure prévention, il conviendrait d'exercer une pression sur les assureurs afin qu'ils baissent leurs primes en cas d'équipement des foyers en alarmes et protections, ainsi que sur les propriétaires d'immeubles et les gérances afin qu'ils équipent les appartements de leurs immeubles de barres de sécurité et de rosaces de sécurité et, par la même occasion, de code d'entrée à leurs immeubles.

## Protection des personnes
Dans un lieu d'habitation où la criminalité en milieu résidentiel est élevée (par exemple à Lagos au Nigeria), il convient de choisir une pièce du domicile et d'en renforcer la porte comme celle de la porte d'entrée, afin de s'en servir comme refuge temporaire sûr en cas d'attaque du domicile. On s'y réfugie avec son téléphone portable afin d'y appeler et y attendre les secours en relative sûreté.

## Par pays

### Au Canada
En droit pénal canadien, les principales règles relatives au cambriolage sont à la section « Introduction par effraction » du Code criminel, soit aux articles 348 à 353 C.cr. et à la section « vol » (art. 322 ss. C.cr.). La loi punit aussi la possession d'outils de cambriolage. 

### En Suisse
En Suisse, la fourchette d'heures comptant le plus de cambriolages se situe entre 9 h et 11 h, puis entre 14 h et 16 h. Pour un cambriolage de nuit, on en compte 6 en journée. Statistiquement, un cambriolage aurait lieu toutes les 9 minutes. En moyenne, un cambriolage y cause, vols et dégâts additionnés, un préjudice de l'ordre de 10 000 francs suisses. Statistiquement, les cambriolages sont ventilés entre les appellations « vol avec effraction », « atteintes au patrimoine » ou « dommage à la propriété ».
75 % des cambriolages romands se situent le long de l'arc lémanique et pour les autres 25 % la proximité d'axes autoroutiers reste importante. La très large majorité de ces cambriolages reste le fait d'étrangers de passage ou en situation irrégulière. La police dénombre les modes opératoires suivants en 2009 : cassage ou arrachage de cylindres la journée pour les Géorgiens, ouverture de porte au pied-de-biche la journée pour les Tsigano-balkaniques ou de Hongrie, escalade le long d'une façade pour les Maghrébins, perçage d'une porte à la chignole la nuit pour les Roms de Roumanie.

### En France
En France, le cambriolage est un vol aggravé. Seulement 20 % des cambriolages ont lieu la nuit. La plupart des cambriolages ont donc lieu en journée, en particulier entre 14 h et 17 h (55 % des cambriolages)[réf. souhaitée].
En 2007, il y aurait eu 370 983 cambriolages, soit un cambriolage toutes les 2 minutes.
Le nombre de cambriolages (vols avec entrée par effraction, escalade ou fausses clés) s’est considérablement accru ces dernières années. Pour les résidences privées ou secondaires, ce nombre est passé d’environ 166 000 faits en 2008 à 246 000 faits en 2013. En 5 ans le nombre de cambriolages a donc progressé de 50 % (augmentation de 64 % en zone Gendarmerie et de 45 % en zone Police).

### En Belgique
Le graphique qui aurait dû être présenté ici ne peut pas être affiché car il utilise l'ancienne extension Graph, désactivée pour des questions de sécurité. Des indications pour créer un nouveau graphique avec la nouvelle extension Chart sont disponibles ici.

Cambriolages d'habitations réussis (Belgique) de 2000 à 2020,,,.
En Belgique, en 2020, il y a eu 34 568 cambriolages d'habitations réussis (tentatives exclues), soit en moyenne 95 cambriolages par jour. Les tentatives de cambriolages connues s'élevaient en 2013 en moyenne à environ 10 % de ce total.